# Giro di Romandia 2023
Il Giro di Romandia 2023, settantaseiesima edizione della corsa, valevole come ventesima prova dell'UCI World Tour 2023 categoria 2.UWT, si svolse in cinque tappe, precedute da un cronoprologo, dal 25 al 30 aprile 2023, su un percorso di 692 km, con partenza da Port-Valais e arrivo a Ginevra, in Svizzera. La vittoria fu appannaggio del britannico Adam Yates, il quale completò il percorso in 17h12'42", alla media di 40,174 km/h, precedendo lo statunitense Matteo Jorgenson e l'italiano Damiano Caruso.
Sul traguardo di Ginevra 119 ciclisti, dei 154 partiti da Port-Valais, portarono a termine la competizione.

## Tappe
| Tappa  | Data      | Percorso                                                    | km     | Vincitore di tappa | Leader cl. generale |
| ------ | --------- | ----------------------------------------------------------- | ------ | ------------------ | ------------------- |
| Pr.    | 25 aprile | Port-Valais > Port-Valais (cron. individuale)               | 6,82   | Josef Černý        | Josef Černý         |
| 1ª     | 26 aprile | Crissier > Vallée-de-Joux                                   | 170,9  | Ethan Vernon       | Ethan Vernon        |
| 2ª     | 27 aprile | Morteau > La Chaux-de-Fonds                                 | 162,7  | Ethan Hayter       | Ethan Hayter        |
| 3ª     | 28 aprile | Châtel-Saint-Denis > Châtel-Saint-Denis (cron. individuale) | 18,75  | Juan Ayuso         | Juan Ayuso          |
| 4ª     | 29 aprile | Sion > Thyon 2000                                           | 161,6  | Adam Yates         | Adam Yates          |
| 5ª     | 30 aprile | Vufflens-la-Ville > Ginevra                                 | 170,8  | Fernando Gaviria   | Adam Yates          |
| Totale | Totale    | Totale                                                      | 691,57 |                    |                     |

## Squadre e corridori partecipanti
| N.      | Cod. | Squadra               |
| ------- | ---- | --------------------- |
| 1-7     | BOH  | Bora-Hansgrohe        |
| 11-17   | UAD  | UAE Team Emirates     |
| 21-27   | TJV  | Jumbo-Visma           |
| 31-37   | SOQ  | Soudal Quick-Step     |
| 41-47   | ADC  | Alpecin-Deceuninck    |
| 51-57   | TFS  | Trek-Segafredo        |
| 61-67   | EFE  | EF Education-EasyPost |
| 71-77   | GFC  | Groupama-FDJ          |
| 81-87   | MOV  | Movistar Team         |
| 91-97   | TBV  | Bahrain Victorious    |
| 101-107 | IGD  | Ineos Grenadiers      |

| N.      | Cod. | Squadra                  |
| ------- | ---- | ------------------------ |
| 111-117 | JAY  | Team Jayco AlUla         |
| 121-127 | DSM  | Team DSM                 |
| 131-137 | ACT  | AG2R Citroën Team        |
| 141-147 | ICW  | Intermarché-Circus-Wanty |
| 151-157 | COF  | Cofidis                  |
| 161-167 | ARK  | Team Arkéa-Samsic        |
| 171-177 | AST  | Astana Qazaqstan Team    |
| 181-187 | LTD  | Lotto Dstny              |
| 191-197 | IPT  | Israel-Premier Tech      |
| 201-207 | TUD  | Tudor Pro Cycling Team   |
| 211-217 | CHE  | Svizzera                 |

## Dettagli delle tappe

### Prologo
- 25 aprile: Port-Valais > Port-Valais – Cronometro individuale – 6,82 km

Risultati
| Pos. | Corridore    | Squadra | Tempo |
| ---- | ------------ | ------- | ----- |
| 1    | Josef Černý  | Soudal  | 7'25" |
| 2    | Tobias Foss  | Jumbo   | a 1"  |
| 3    | Rémi Cavagna | Soudal  | s.t.  |

| Pos. | Corridore    | Squadra | Tempo |
| ---- | ------------ | ------- | ----- |
| 1    | Josef Černý  | Soudal  | 7'25" |
| 2    | Tobias Foss  | Jumbo   | a 1"  |
| 3    | Rémi Cavagna | Soudal  | s.t.  |

### 1ª tappa
- 26 aprile: Crissier > Vallée-de-Joux – 170,9 km

Risultati
| Pos. | Corridore    | Squadra | Tempo    |
| ---- | ------------ | ------- | -------- |
| 1    | Ethan Vernon | Soudal  | 4h05'34" |
| 2    | Thibau Nys   | Trek    | s.t.     |
| 3    | Milan Menten | Lotto   | s.t.     |

| Pos. | Corridore    | Squadra | Tempo    |
| ---- | ------------ | ------- | -------- |
| 1    | Ethan Vernon | Soudal  | 4h12'59" |
| 2    | Josef Černý  | Soudal  | s.t.     |
| 3    | Tobias Foss  | Jumbo   | a 1"     |

### 2ª tappa
- 27 aprile: Morteau > La Chaux-de-Fonds – 162,7 km

Risultati
| Pos. | Corridore     | Squadra | Tempo    |
| ---- | ------------- | ------- | -------- |
| 1    | Ethan Hayter  | Ineos   | 3h55'20" |
| 2    | Juan Ayuso    | UAE     | s.t.     |
| 3    | Romain Bardet | DSM     | s.t.     |

| Pos. | Corridore    | Squadra | Tempo    |
| ---- | ------------ | ------- | -------- |
| 1    | Ethan Hayter | Ineos   | 8h08'14" |
| 2    | Tobias Foss  | Jumbo   | a 6"     |
| 3    | Rémi Cavagna | Soudal  | s.t.     |

### 3ª tappa
- 28 aprile: Châtel-Saint-Denis > Châtel-Saint-Denis – Cronometro individuale – 18,75 km

Risultati
| Pos. | Corridore        | Squadra  | Tempo  |
| ---- | ---------------- | -------- | ------ |
| 1    | Juan Ayuso       | UAE      | 25'15" |
| 2    | Matteo Jorgenson | Movistar | a 5"   |
| 3    | Adam Yates       | UAE      | a 17"  |

| Pos. | Corridore        | Squadra  | Tempo    |
| ---- | ---------------- | -------- | -------- |
| 1    | Juan Ayuso       | UAE      | 8h33'40" |
| 2    | Matteo Jorgenson | Movistar | a 18"    |
| 3    | Tobias Foss      | Jumbo    | a 19"    |

### 4ª tappa
- 29 aprile: Sion > Thyon 2000 – 161,6 km

Risultati
| Pos. | Corridore      | Squadra  | Tempo    |
| ---- | -------------- | -------- | -------- |
| 1    | Adam Yates     | UAE      | 4h40'41" |
| 2    | Thibaut Pinot  | Groupama | a 7"     |
| 3    | Damiano Caruso | Bahrain  | a 19"    |

| Pos. | Corridore        | Squadra  | Tempo     |
| ---- | ---------------- | -------- | --------- |
| 1    | Adam Yates       | UAE      | 13h14'40" |
| 2    | Matteo Jorgenson | Movistar | a 19"     |
| 3    | Damiano Caruso   | Bahrain  | a 27"     |

### 5ª tappa
- 30 aprile: Vufflens-la-Ville > Ginevra – 170,8 km

Risultati
| Pos. | Corridore        | Squadra  | Tempo    |
| ---- | ---------------- | -------- | -------- |
| 1    | Fernando Gaviria | Movistar | 3h58'01" |
| 2    | Nikias Arndt     | Bahrain  | s.t.     |
| 3    | Ethan Hayter     | Ineos    | s.t.     |

| Pos. | Corridore        | Squadra  | Tempo     |
| ---- | ---------------- | -------- | --------- |
| 1    | Adam Yates       | UAE      | 17h12'42" |
| 2    | Matteo Jorgenson | Movistar | a 19"     |
| 3    | Damiano Caruso   | Bahrain  | a 27"     |

## Evoluzione delle classifiche
| Tappa              | Vincitore          | Classifica generale Maglia gialla | Classifica a punti Maglia arancione | Classifica scalatori Maglia azzurra | Classifica giovani Maglia bianca | Classifica a squadre Numero giallo |
| ------------------ | ------------------ | --------------------------------- | ----------------------------------- | ----------------------------------- | -------------------------------- | ---------------------------------- |
| Prol.              | Josef Černý        | Josef Černý                       | Josef Černý                         | non assegnata                       | Ethan Vernon                     | Soudal Quick-Step                  |
| 1ª                 | Ethan Vernon       | Ethan Vernon                      | Ethan Vernon                        | Julien Bernard                      | Ethan Vernon                     | Soudal Quick-Step                  |
| 2ª                 | Ethan Hayter       | Ethan Hayter                      | Ethan Hayter                        | Julien Bernard                      | Juan Ayuso                       | UAE Team Emirates                  |
| 3ª                 | Juan Ayuso         | Juan Ayuso                        | Ethan Hayter                        | Julien Bernard                      | Juan Ayuso                       | UAE Team Emirates                  |
| 4ª                 | Adam Yates         | Adam Yates                        | Ethan Hayter                        | Julien Bernard                      | Matteo Jorgenson                 | UAE Team Emirates                  |
| 5ª                 | Fernando Gaviria   | Adam Yates                        | Ethan Hayter                        | Julien Bernard                      | Matteo Jorgenson                 | UAE Team Emirates                  |
| Classifiche finali | Classifiche finali | Adam Yates                        | Ethan Hayter                        | Julien Bernard                      | Matteo Jorgenson                 | UAE Team Emirates                  |

Maglie indossate da altri ciclisti in caso di due o più maglie vinte
- Nella 1ª tappa Tobias Foss ha indossato la maglia arancione al posto di Josef Černý.
- Nella 2ª tappa Tobias Foss ha indossato la maglia arancione al posto di Ethan Vernon e Juan Ayuso ha indossato quella bianca al posto di Ethan Vernon.
- Nella 3ª tappa Ethan Vernon ha indossato la maglia arancione al posto di Ethan Hayter.
- Nella 4ª tappa Matteo Jorgenson ha indossato la maglia bianca al posto di Juan Ayuso.

## Classifiche finali

### Classifica generale - Maglia gialla
| Pos. | Corridore         | Squadra  | Tempo     |
| ---- | ----------------- | -------- | --------- |
| 1    | Adam Yates        | UAE      | 17h12'42" |
| 2    | Matteo Jorgenson  | Movistar | a 19"     |
| 3    | Damiano Caruso    | Bahrain  | a 27"     |
| 4    | Max Poole         | DSM      | a 38"     |
| 5    | Thibaut Pinot     | Groupama | a 41"     |
| 6    | Cian Uijtdebroeks | Bora     | a 1'21"   |
| 7    | Romain Bardet     | DSM      | a 1'28"   |
| 8    | Egan Bernal       | Ineos    | a 1'53"   |
| 9    | Eddie Dunbar      | Jayco    | s.t.      |
| 10   | Rafał Majka       | UAE      | a 2'07"   |

### Classifica a punti - Maglia arancione
| Pos. | Corridore     | Squadra | Punti |
| ---- | ------------- | ------- | ----- |
| 1    | Ethan Hayter  | Ineos   | 100   |
| 2    | Juan Ayuso    | UAE     | 64    |
| 3    | Ethan Vernon  | Soudal  | 57    |
| 4    | Adam Yates    | UAE     | 52    |
| 5    | Romain Bardet | DSM     | 51    |

### Classifica scalatori - Maglia azzurra
| Pos. | Corridore       | Squadra | Punti |
| ---- | --------------- | ------- | ----- |
| 1    | Julien Bernard  | Trek    | 64    |
| 2    | Thomas De Gendt | Lotto   | 18    |
| 3    | Adam Yates      | UAE     | 17    |
| 4    | Gleb Brusenskij | Astana  | 15    |
| 5    | Thomas Gloag    | Jumbo   | 13    |

### Classifica giovani - Maglia bianca
| Pos. | Corridore         | Squadra  | Tempo     |
| ---- | ----------------- | -------- | --------- |
| 1    | Matteo Jorgenson  | Movistar | 17h13'01" |
| 2    | Max Poole         | DSM      | a 19"     |
| 3    | Cian Uijtdebroeks | Bora     | a 1'02"   |
| 4    | Thomas Gloag      | Jumbo    | a 1'55"   |
| 5    | Juan Ayuso        | UAE      | a 2'49"   |

### Classifica a squadre
| Pos. | Squadra            | Tempo     |
| ---- | ------------------ | --------- |
| 1    | UAE Team Emirates  | 51h42'21" |
| 2    | Team DSM           | a 1'01"   |
| 3    | Bahrain Victorious | a 1'22"   |
| 4    | Movistar Team      | a 3'38"   |
| 5    | Ineos Grenadiers   | a 3'55"   |